# Xylergates lacteus
Xylergates lacteus là một loài bọ cánh cứng trong họ Cerambycidae.